# Бойко, Михаил Евгеньевич
Михаи́л Евге́ньевич Бо́йко (род. 17 мая 1979, Москва) — русский литературный критик, философ, также автор стихов и прозы, член Союза писателей Москвы (2008), кандидат искусствоведения (2014).

## Биография
Родился 17 мая 1979 года в Москве. С отличием окончил физический факультет МГУ (2001). Публиковаться начал в 1998 году. Референт Алины Витухновской (1999—2006). После окончания вуза был призван в армию, служил командиром взвода (2002—2003). После армии работал инженером в Российском научно-исследовательском институте Космического приборостроения (2004—2005), руководителем отдела по связям с общественностью Союза молодёжи «За Родину!» (2005—2006), заведующим отделом публицистики еженедельника «Литературная Россия» (2006—2007), сотрудником «Независимой газеты» — сначала литературным обозревателем, позже заместителем ответственного редактора «НГ-Ex libris» (2007—2012) и политическим обозревателем (февраль — сентябрь 2012). В 2011 году вёл литературные курсы (семинар малой прозы) при Московской городской организации Союза писателей России. В 2011—2012 гг. был сотрудником Российского института культурологии (РИК). Один из авторов идеи и координатор премии «Нонконформизм» (три сезона, 2010—2013). Преподавал на факультете журналистики Московской академии образования. В декабре 2014 года защитил кандидатскую диссертацию по искусствоведению «Типологические и структурные особенности фабулы кинопроизведений второй половины XX — начала XXI века». Работал в Государственном литературном музее. Три года работал учителем в школах г. Дзержинска (2016—2019).

## Творческая деятельность
Автор «Независимой газеты», «Литературной газеты», «Завтра», «Литературной России», «Дня литературы», журналов «Философия и культура» (№ 8, 2013), «Вопросы литературы»,  «Юность» (№ 6, 2021), «Психология и психотехника» (№ 10, 2013; № 4, 2014), «Литературная учёба» (№ 1 и 4, 2009), «Философия хозяйства» (№ 3, 2016; № 2, 2017), «Октябрь», «Знание. Понимание. Умение» (№ 3, 2011), «Вестник ВГИК» (№ 2, 2016), «Дети Ра» (№ 3, 2010; № 1, 2011; № 8, 2012), «Журнал ПОэтов» (№ 8, 2012; № 2, 2013).
Автор 10 книг и более 30 научных статей.
Опыты в разработке двух оригинальных философских подходов: «нигилософия» и «алгософия».
Подготовил (посмертное) издание последнего романа Егора Радова «Уйди-уйди» (М.: «Независимая газета», 2011).
С 2020 года участник (автор словарных статей)  международного научно-популярного проекта «Словарь культуры XXI века».

## Книги
- М. Е. Бойко. Диктатура Ничто: Монография, статьи. — М.: Литературная Россия, 2007. — 176 с. — ISBN 5-7809-0050-7.
- М. Е. Бойко. Метакритика метареализма: Сборник статей. — М.: Литературные известия, 2010. — 92 с. — ISBN 978-5-91865-002-8.
- М. Е. Бойко. Аннигилингус: Поэма, повесть, рассказы. — М.: Независимая газета, 2010. — 122 с. — (Ex libris). — ISBN 978-5-86712-172-3.
- М. Е. Бойко. БОЛЬ: Введение в алгософию. Tractatus algosophicus: Монография. — М.: Летний сад, 2016. — 152 с. — (Современная русская философия, № 9). — ISBN 978-5-98856-243-6.
- М. Е. Бойко. Поиски смысла: Эротика и литература: Размышления о классиках, рецензии, эссе. — М.: Литературная Россия, 2016. — 184 с. — (Библиотека еженедельника «Литературная Россия»). — ISBN 978-5-7809-0221-8.
- М. Е. Бойко. Поиски смысла 2: Критика и метод: Размышления о классиках, эссе, рецензии. — М.: Литературная Россия, 2017. — 192 с. — (Библиотека еженедельника «Литературная Россия»). — ISBN 978-5-7809-0216-4.
- М. Е. Бойко. Твин Пикс и Венера в мехах: Алгософия, семиотика, психопатология. — М.: Летний сад, 2017. — 128 с. — ISBN 978-5-98856-288-7.
- М. Е. Бойко. НИЧТО: Введение в нигилософию. Tractatus nihilosophicus: Монография. — М.: Летний сад, 2019. — 180 с. — ISBN 978-5-98856-392-1.
- М. Е. Бойко. Поиски смысла 3: Философия и литература: Беседы, рецензии, эссе. — М.: Литературная Россия, 2020. — 192 с. — (Библиотека еженедельника «Литературная Россия»). — ISBN 978-5-7809-0247-8.
- М. Е. Бойко. Вся правда о ...: Философские фасцинации. — М.: Арт Хаус медиа, 2020. — 108 с. — ISBN 978-5-6043434-7-0.

## Научные публикации
- Бойко М. Е. Мастер ключей: Ю. В. Мамлеев // Вопросы литературы. — 2009. — № 4.
- Бойко М. Е., Руднев В. П. Реализм и характер // Знание. Понимание. Умение. — 2011. — № 3.
- Бойко М. Е. Взлёт и падение N-реализма // XXI век. Итоги литературного десятилетия. Материалы международной научно-практической конференции. — М.: Ульяновск: УлГТУ, 2011. — С. 182—186.
- Бойко М. Е. Метод структурного анализа характеров литературных персонажей: Апробация и первые итоги // Культура и искусство. — 2012. — № 1.
- Бойко М. Е. Когнитивная теория метаметафоры // Культура и искусство. — 2012. — № 5.
- Бойко М. Е. Структурный анализ и типология акторов в нарративной культуре // Философия и культура. — 2013. — № 8.
- Бойко М. Е. Структурный анализ сложных характеров литературных персонажей на материале романа Ф. М. Достоевского «Идиот» // Культура и искусство. — 2013. — № 4.
- Бойко М. Е. Характерологическая редукция: характеры акторов в фактуальном и вымышленном дискурсах // Психология и психотехника. — 2013. — № 10.
- Бойко М. Е. Обобщение теории фабулы: темпоральность, причинность, суперпозиция // Филологические науки. Вопросы теории и практики. — 2013. — № 11 (Ч. 1).
- Бойко М. Е. Модальная характерология: идея и логико-математические основы // Психология и психотехника. — 2014. — № 4.
- Бойко М. Е. Реализм и трёхоператорный метод интерпретации // Филология: научные исследования. — 2015. — № 3.
- Бойко М. Е. Алгокритика как формальный метод // Филологические науки. Вопросы теории и практики. — 2016. — № 3 (Ч. 2).
- Бойко М. Е. Алгоэкономия и субстанциальная теория боли в XX в. // Философия хозяйства. — 2016. — № 3.
- Бойко М. Е. Структурный анализ киноперсонажей // Вестник ВГИК. — 2016. — № 2.
- Бойко М. Е. Проблема оправдания боли (алгодицеи) в интерпретациях П. Слотердайка и С. Л. Франка // Философия хозяйства. — 2017. — № 2.
- Бойко М. Е. Философия боли в произведениях киноискусства // Философия и культура. — 2018. — № 1.
- Бойко М. Е. Алгософия как научно-исследовательская программа // Манускрипт. — 2018. — № 9.